# Potomac Heights
Potomac Heights é uma Região censo-designada localizada no estado americano de Maryland, no Condado de Charles.

## Demografia
Segundo o censo americano de 2000, a sua população era de 1154 habitantes.

## Geografia
De acordo com o United States Census Bureau tem uma área de
3,4 km², dos quais 2,9 km² cobertos por terra e 0,5 km² cobertos por água.

## Localidades na vizinhança
O diagrama seguinte representa as localidades num raio de 16 km ao redor de Potomac Heights.